# Anopheles pseudopunctipennis
Anopheles pseudopunctipennis är en tvåvingeart som beskrevs av Theobald 1901. Anopheles pseudopunctipennis ingår i släktet Anopheles och familjen stickmyggor. Inga underarter finns listade i Catalogue of Life.